# Stephen Knight
Pour les articles homonymes, voir Knight.

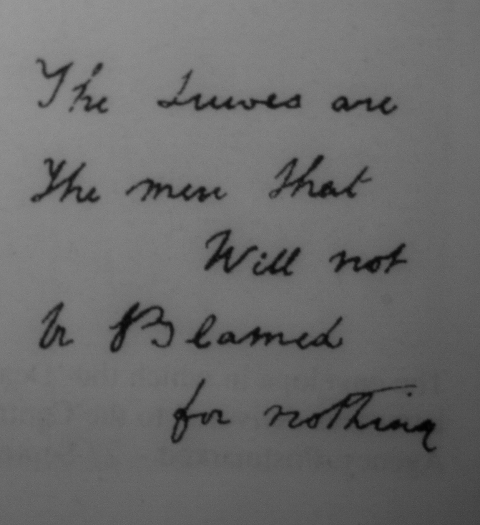
Graffiti de Goulston Street après l'assassinat de Catherine Eddowes (reproduction) par Jack l'Éventreur. Le mot « Juwes » a été rapproché de la franc-maçonnerie par Stephen Knight.

Stephen Knight: né le 26 septembre 1951 à Hainault dans l'Essex et mort le 25 juillet 1985 à Carradale, est un journaliste et essayiste britannique.

## Biographie
Il est plus connu pour ses livres The Brotherhood et Jack the Ripper: The Final Solution. Ces deux ouvrages suggèrent qu'il existe une conspiration maçonnique derrière la plupart des aspects de la société britannique. 
Son livre sur Jack l'Éventreur déclare que ses crimes firent partie d'une conspiration entre la franc-maçonnerie et la famille royale britannique [réf. nécessaire]. Une déclaration qui n'est pas acceptée par les historiens [réf. nécessaire]. Ce livre fut une inspiration pour des œuvres de fiction dont le  film Meurtre par décret de Bob Clark en 1978 et la bande dessinée From Hell d'Alan Moore [réf. nécessaire]. Cette dernière fut adaptée au cinéma par les frères Hughes en 2001 sous le même nom de From Hell [réf. nécessaire].
Il était un adepte de Bhagwan Shree Rajneesh et prit le nom de Swami Puja Débal [réf. nécessaire]l. Il souffrait d'épilepsie et fut atteint d'une tumeur cérébrale en 1980 tandis qu'il prenait part à une série documentaire télévisée pour la BBC Horizon [réf. nécessaire]. La tumeur fut extraite mais revint en 1984. Knight mourut en 1985 à l'âge de 33 ans. Martin Short, journaliste et essayiste antimaçonnique, s'est interrogé sur les possibilités que sa tumeur du cerveau soit induite par des moyens non-naturels.

## Thèses
Dans son livre The Brotherhood, il décrit la franc-maçonnerie britannique comme ayant été infiltrée par le KGB.

## Publications
- Cruelly Murdered
- Requiem at Rogano
- The Killing of Justice Godfrey
- The Brotherhood
- Jack the Ripper: The Final Solution